# Convento delle Convertite
Il convento delle Convertite si trova sull'isola della Giudecca a Venezia. Il complesso, che comprende pure la  chiesa di Santa Maria Maddalena delle Convertite divenne anche ospedale militare e poi carcere femminile. Le origini risalgono al 1530-1534. L'edificazione in una zona precedentemente paludosa poi bonificata, al margine lagunare, ne confermerebbe la datazione smentendo ipotesi di una costruzione precedente. L'ex convento è uno dei cinque carceri per sole donne sull'intero territorio nazionale.

## Storia
Le convertite si erano già formate prima del 1525 all'Ospedale degli Incurabili, forse grazie alla temporanea presenza di Angela Merici, come documenta una breve patriarcale di quell'anno. Si ritenne opportuno di affidarle a un luogo deliberatamente più marginale rispetto alla città dove potessero e dovessero vivere isolate e in piena contrizione per il resto della loro vita. Il loro numero crescente (se ne contavano 220 nel 1553 e quasi 400 nel 1620) rendeva necessaria la creazione e la disponibilità di spazi appositi ed esclusivamente dedicati.
(Domenico Martinelli, Il ritratto di Venezia)
L'insediamento, per quanto formalmente e strutturalmente sia stato effettivamente un convento, rientrava pienamente nei criteri della politica sociale veneziana che tra filantropia e rigore repressivo era volta a "ripulire" la città da presenze indesiderate. Così nel XVI secolo furono istituiti diversi hospitali, più o meno grandi, volti appunto ad accogliere mendicanti, malati, orfani e prostitute; erano gestiti da religiosi nelle pratiche ordinarie ma sottoposti all'attento controllo pubblico. Prima di allora, con questo statuto, in città esisteva soltanto l'Ospedale della Pietà per i bimbi abbandonati accompagnato da numerosi ospitaletti, con i medesimi scopi ma diverso carattere e soprattutto meno totalizzanti, frutto di singole iniziative caritatevoli, individuali o di categoria (tra il 939 e il 1571 ne furono fondati circa ottanta). Preceduto nel 1407 dall'iniziativa privata di Zuanne Contarini con il piccolo Ospitai di Santa Margherita, il convento delle Convertite fu la prima struttura "pubblica" di Venezia dedicata a isolare esclusivamente le ex-prostitute, seguita, con differenti obblighi, poco dopo dalla Casa del Soccorso (circa 1577) e più tardi dall'Ospedale delle Penitenti (circa 1700).

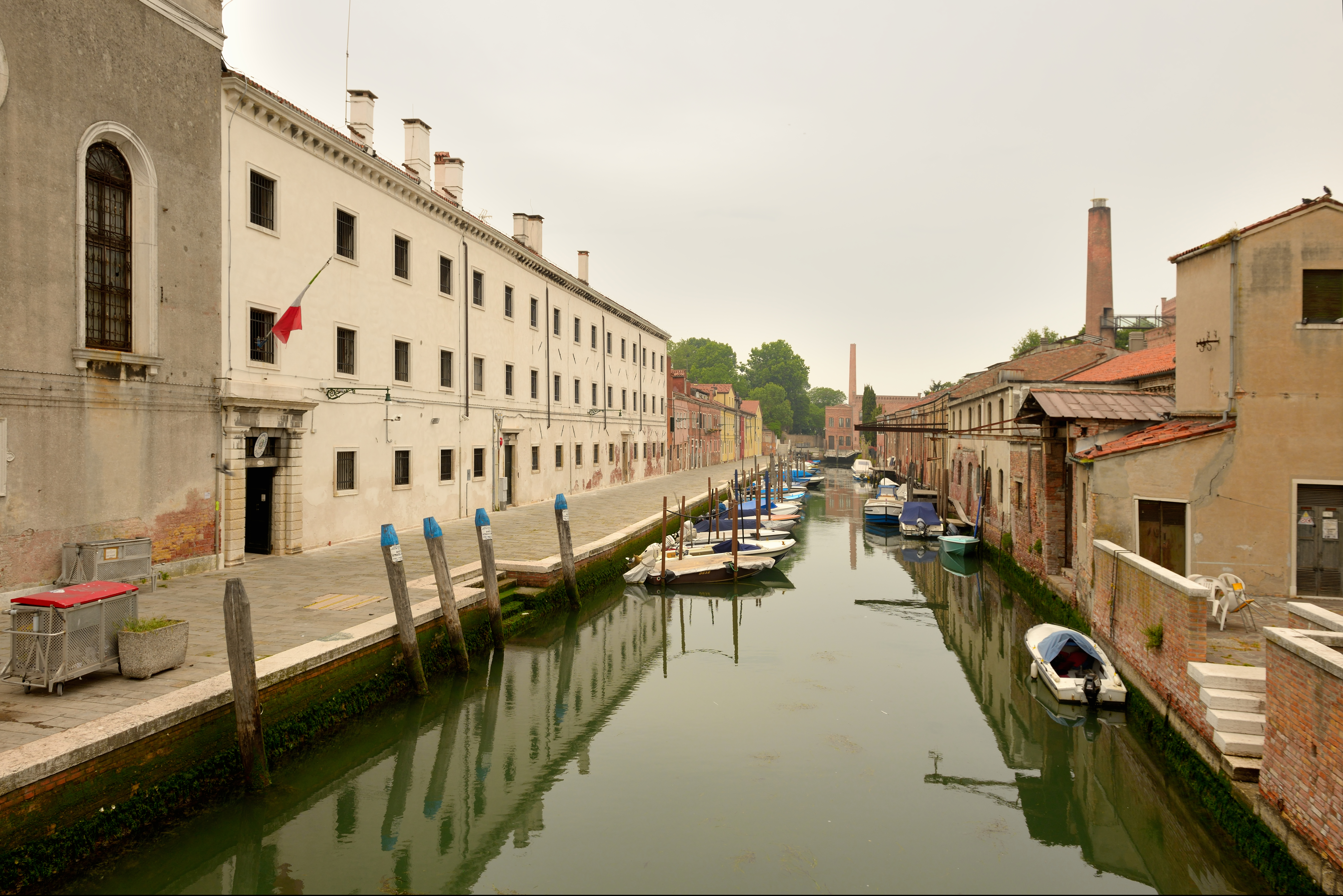
Esterno del complesso sul delle Convertite.

Tra il 1530 ed il 1534 quindi le prime «donne peccatrici Dio convertite» iniziarono ad insediarsi alla Giudecca in alcune locali in affitto vicino a Sant'Eufemia, spostandosi dall'Ospedale degli Incurabili, sul lato opposto del canale della Giudecca. A quella istituzione rimasero soggette e dentro quelle mura dovevano seppellirvi le loro morte fino al 1551. In quello stesso anno ottennero dal papa Giulio III l'autorizzazione ad aderire alla regola agostiniana. Il primo nucleo del convento risulta eretto nel 1543 e la chiesa una decina d'anni dopo, questa venne però consacrata nel 1576 e intitola alla Maddalena dal patriarca Trevisan. Tra il 1595 ed il 1606 l'istituto fu ampliato grazie ad alcuni lasciti. Tra il 1696 e il 1698 si ebbero la costruzione di un nuovo parlatorio ed un nuovo dormitorio e agli inizi del XVIII secolo fu ristrutturata la chiesetta.
Forse poco attendibile è l'affermazione che ad essere qui accolte fossero solo le donne di una certa avvenenza in modo da salvarle da un successivo sfruttamento, concetto introdotto, secondo la mentalità del tempo dal Sansovino, e così ripreso dal Martinioni e dal Martinelli:
bellissime (percioché non vi si accettano se non quelle
che hanno somma beltà, acciochè pentendosi non ricaggino ne peccati per la forma loro attrattiva de gli altrui desiderij»
(Francesco Sansovino, Venetia città nobilissima et singolare…)
Invece la condizione della maggior parte delle prostitute, non quelle d'alto bordo, era decisamente precaria: dovevano vivere dalle mezzane e versare loro un quinto degli incassi, oltre che pagare un affitto e altre spese; poi, quando non potevano più rendere, si ritrovavano in strada a mendicare, altra situazione deprecata dallo stato veneziano.
Certa è invece la grave vicenda del primo cappellano del convento, padre Pietro Leon da Valcamonica. Questi, scoperto, confessò di avere sedotto venti rieducande e averne poi soppresso i neonati. Fu decapitato e poi bruciato tra le colonne di san Marco il 10 novembre 1561. Prima di soccombere cercò di sostenere l'innocenza della madre superiora che comunque finì i suoi giorni in carcere due anni dopo.
Alle convertite si insegnava a leggere, a cucire e a tessere, oltre che a recitare salmi e devozioni, non pare invece che per quelle che avessero maggiori difficoltà ad assoggettarsi alle regole si cercasse di metterle a servizio in qualche casa o maritarle, come accadeva in altri simili istituti del dominio veneziano.

Questo istituto, come del resto gli altri, non disponeva di contributi pubblici e doveva accontentarsi dei saltuari lasciti o dalle scarse e occasionali elemosine, situazione aggravata dalla collocazione marginale e isolata del convento. Così nel 1553 il cenobio chiese di installare un mulino di filatogio. I Provveditori de commun si assicurarono che l'impresa non ledesse i diritti acquisiti e ostennero che il convento non poteva acquistare autonomamente le materie prime riducendo il filatoio a un ruolo di cottimista dipendente da artigiani esterni. Nel 1586 le monache chiesero anche che fosse esteso a loro beneficio, già riservato all Pietà dal 1532, il provvedimento che prevedeva un aggravio di due soldi per ogni lira di sanzione pecuniaria ma ambedue gli enti dovettero ricorrere al Consiglio dei X nel 1588 e 1589 per evitare l'evasione sulle loro quote.

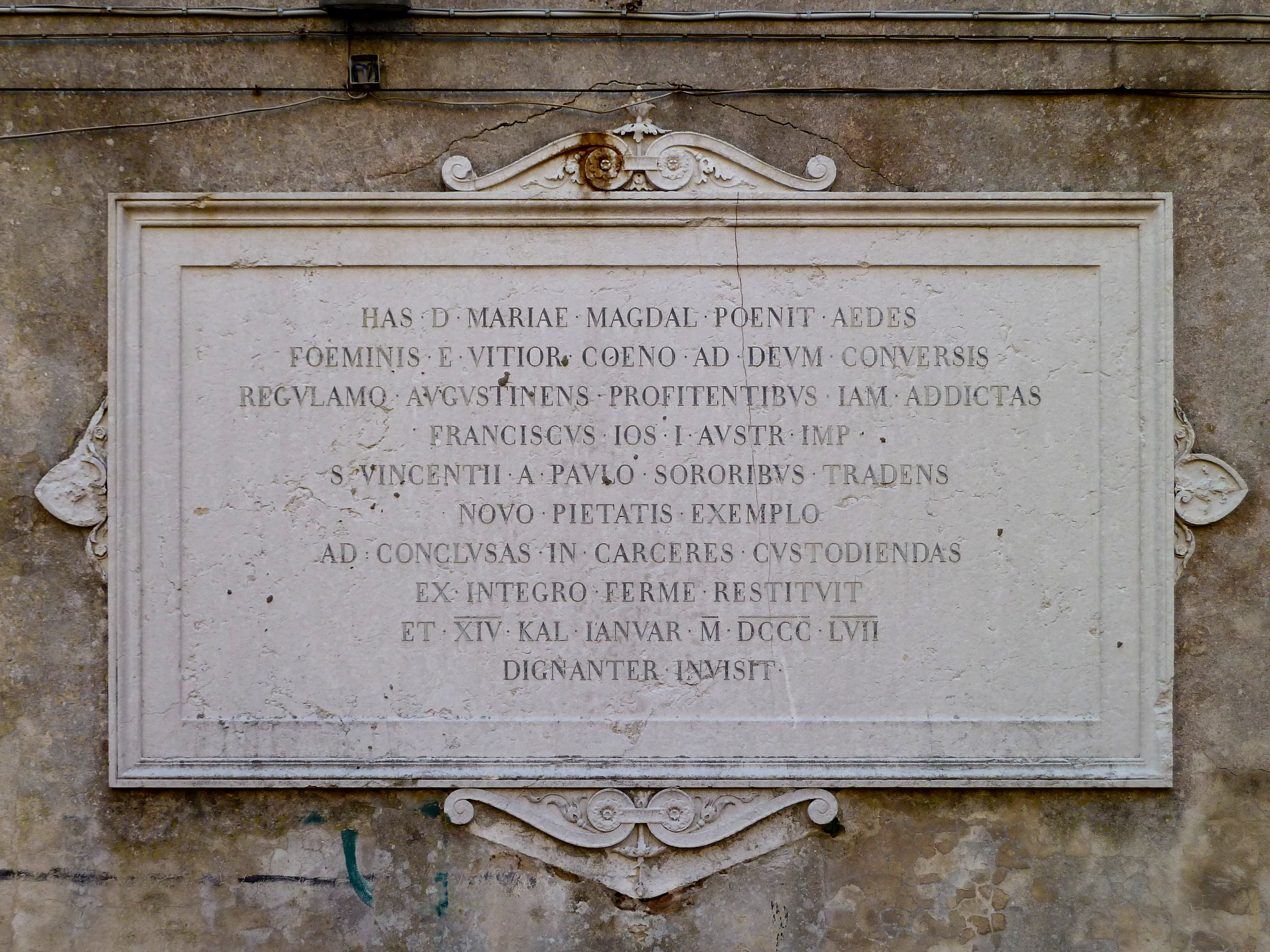
Lapide posta sulla facciata della chiesa di Santa Maria Maddalena delle Convertite dove un tempo era la porta.

Un'attività del tutto particolare nell'ospizio veneziano fu la produzione tipografica iniziata nel 1557 e cessata improvvisamente nel 1561. Dalla fine del 1561 alcune iniziali figurate di ispirazione veterotestamentaria appartenute al convento giudecchino compaiono nelle edizioni di Pasquati a Padova. La maggior parte delle pubblicazioni note riportano la marca delle Convertite in frontespizio (una Maddalena coperta dai capelli adorata da sette o quattro monache) accompagnata dal nome della veneziana «Libreria al Segno della Speranza» che le commercializzava. Tuttavia l'individuazione in alcune edizioni della citazione delle Convertite in una posizione meno evidente, e per di più in fogli omessi o perduti in alcune delle copie pervenuteci, suggeriscono una revisione delle pubblicazioni della Speranza alla ricerca di eventuali altre opere delle stampate nel convento. Delle 25 pubblicazioni accertate, per lo più di ridotta paginazione e tutte a tema religioso, 11 sono in volgare 14 in latino.
Resta aperta la questione di chi potesse avere una cultura sufficiente a ispirare l'impresa. Non è escluso che si trattasse proprio di Pietro Leon da Valcamonica, identificabile forse con un Giovanni Pietro de Leonibus collegato agli ambienti universitari patavini, e che la sua esecuzione assieme alla condanna della priora abbiano causato l'interruzione dell'attività. 
Il complesso fu soppresso con i decreti napoleonici del 1806. Le opere pittoriche della chiesa furono disperse e due altari in marmo vennero smontati e venduti dal demanio per essere trasferiti alla chiesa dell'Abbazia della Misericordia.
Tra le mura svuotate dapprima si insediò un carcere militare poi trasformato da Francesco Giuseppe in carcere femminile nel 1837 affidandone la custodia alle dame della Vincenzo de' Paoli. Destinazione rimasta immutata e denominata: Casa di reclusione femminile di Venezia-Giudecca, con gli ovvi cambi di gestione a carico dello stato.

## Descrizione

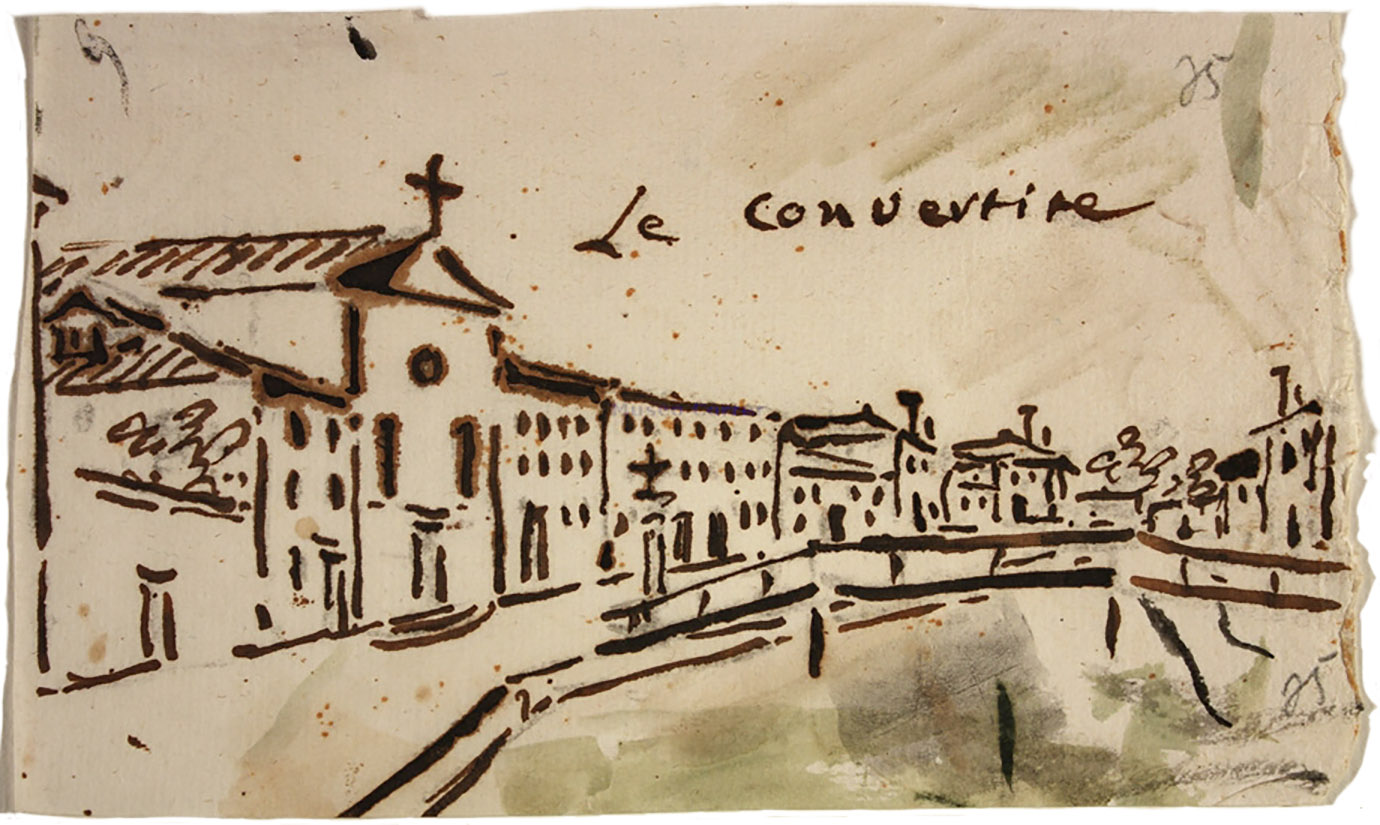
Giacomo Guardi, Le Convertite, inizio XIX secolo, Venezia, Museo Correr

Il complesso mantiene i volumi dell'antico convento e consiste in una piccola chiesa a pianta quadrata con alle spalle un chiostro e a nord un blocco a forma di F rovesciata con un ampio cortile; oltre gli edifici è un grande orto che un tempo si spingeva fino al limite lagunare.
L'aspetto esterno della chiesa, l'unico visibile, è eccezionalmente semplice ancor più impoverito dalla muratura della porta e dall'eliminazione del pur modesto portale con la sua breve scalinata (documentati in uno schizzo di Giacomo Guardi). Sul tamponamento fa bella mostra di sé la lapide che celebra l'imperatore asburgico come rifondatore del carcere femminile. 
L'interno, secondo le regole carcerarie, non è visitabile e si ha comunque notizia che al posto di tutte le opere che la ornavano sia stato posto sull'altar maggiore una Madonna con due santi di scuola cinquecentesca di provenienza sconosciuta. L'aspetto interno originario doveva essere piuttosto ricco prima della soppressione sebbene le opere fossero tutte di autori secondari della fine del XVI secolo e dell'inizio del XVII. Le guide veneziane da quella del Boschini a quelle dello Zanetti (la voce è ormai assente in quella del Moschini) ce lo documentano puntigliosamente i dipinti quasi completamente dispersi e perduti.

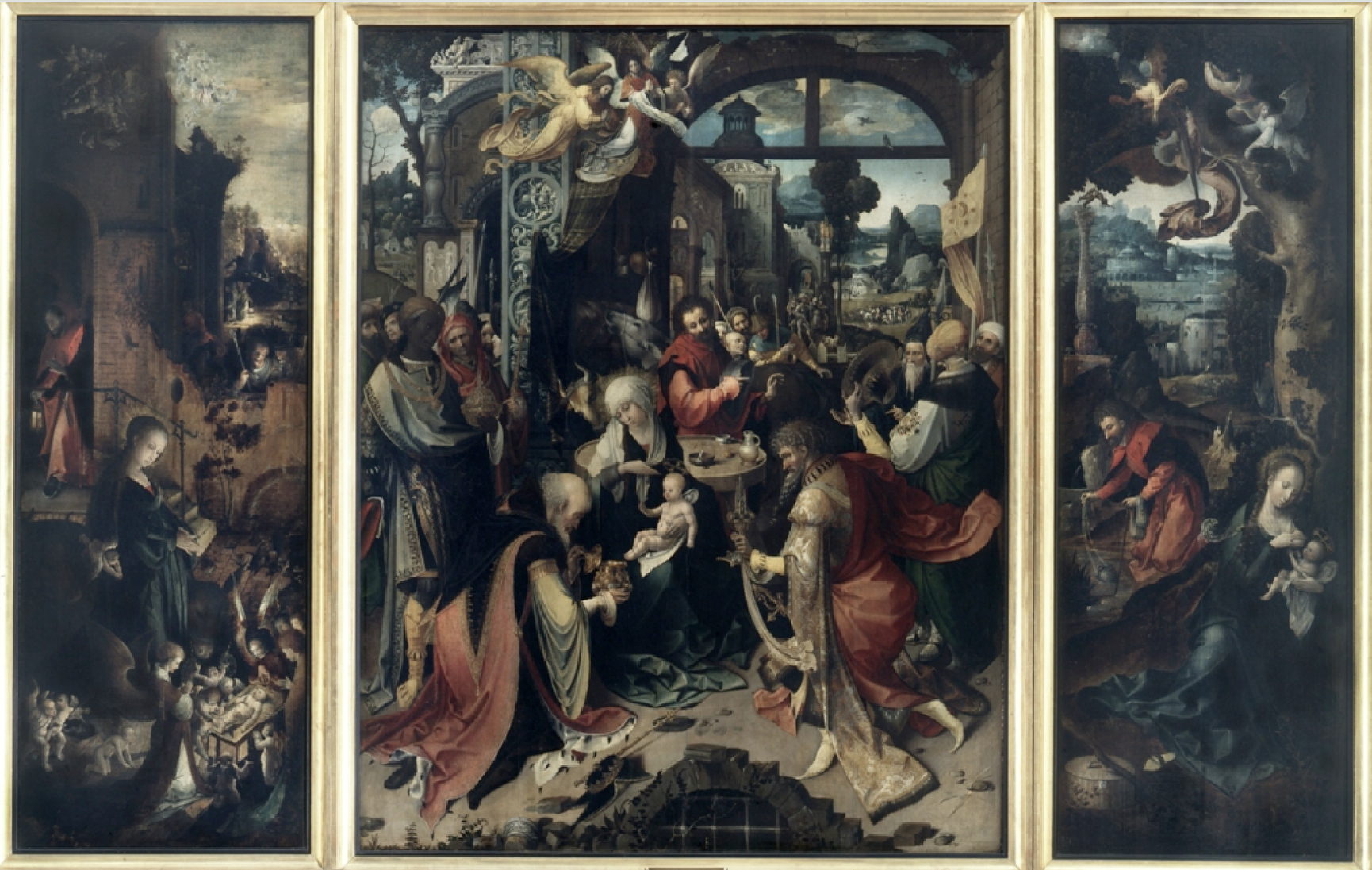
Jan de Beer, Trittico dell'adorazione dei Magi, Milano, Pinacoteca di Brera

Significativa per la missione del convento è la scelta iconografica del Noli me tangere di Alvise dal Friso per l'altar maggiore. Ai lati erano i quadri raffiguranti i due santi Giacomo Maggiore e Andrea e sul soffitto il Padre Eterno e l'Annuncizione, tutti dipinti da Palma il Giovane. Alla parete di fondo, sull'altare a sinistra del maggiore era una Pietà contornata da angioletti e su quello alla destra opere considerate da quasi tutti questi scrittori tra quelle buone di Baldassare d'Anna. Su di un altro altare alla parte destra era un Cristo nell'Orto sempre del Palma. Alla parete sinistra era un quadro di Matteo Ingoli che presentava assieme i santi Giovanni Battista, Francesco d'assisi, Lorenzo Giustiniani e Carlo Borromeo ai piedi di una croce: risulta singolare la scelta dell'ultimo santo che entrò nelle devozioni veneziane molto più tardi. Sopra la porta d'ingresso era una Ultima Cena di scuola tizianesca. Il soffitto riccamente decorato dal Palma in vari scoparti è variamente descritto dai diversi scrittori. Ridolfi identifica la parte centrale in un' Assunzione della Maddalena, invece Boschini, Mertinelli lo interpretano come un Paradiso e Zanetti nel 1733 si accoda ma nel 1771 si limita a definire il soffitto «con varie rappresentazioni». Per gli altri scomparti Boschini (nel 1674) Martinelli scrivono che vi vengono rappresentati vari santi tra cui i quattro evangelisti circondati da alcune grisaglie a tema vetero-testamentario. Solo Boschini nell'edizione del 1674 e Zanetti nel 1733 (non nel 1771) rammenta una Maddalena far gli angeli di Bonifacio Veronese in un passaggio verso il parlatorio.
Oltre a questi facilmente allora visibili il convento possedeva molti altri oggetti d'arte: Pietro Edwards, che curava le requisizioni, ne enumerò almeno 355: fra queste un'Annunciazione di Bartolomeo Scaligero e tre tavole che Edwards attribuiva a Dürer e che invece dovrebbe corrispondere al Trittico dell'Adorazione dei Magi di Jan de Beer conservato a Brera, unico sopravvissuto delle disponibilità del convento.

### Casa di reclusione femminile della Giudecca
La casa di reclusione femminile utilizza l'enorme struttura composta da diversi edifici. La chiesa ed il convento sono divenuti ambienti per l'accoglienza di detenute suddivise per tipologia di sorveglianza alla quale sono sottoposte, e questo anche considerando gli spazi necessari allo svolgimento delle attività per la loro riabilitazione. La facciata principale ha tre ingressi separati sulle Fondamenta delle Convertite.